# Dysart (Iowa)
Dysart è un comune degli Stati Uniti d'America, situato nello stato dell'Iowa, nella contea di Tama. Secondo il censimento del 2020 gli abitanti di Dysart ammontavano a 1 281.